# Леон Шамрой
Леон Шамрой (англ. Leon Shamroy, 16 липня 1901 — 7 липня 1974) — американський кінооператор, президент Американського товариства кінооператорів в 1947—1948 роках, Володар чотирьох «Оскарів» за кращу операторську роботу — один з двох кінооператорів в історії кінематографа, які отримали таку велика кількість нагород в цій номінації.

## Біографія
Леон Шамрой народився 16 липня 1901 року в Нью-Йорку. Став оператором свого першого фільму у віці 25 років, і займався операторською роботою протягом майже півстоліття. За свої роботи 18 разів номінувався на «Оскар» і 4 з них отримав. Перебував в Американському товаристві кінооператорів, і протягом року був його президентом.
У 1953 році одружився з актрисою Мері Андерсон, з якою прожив до самої своєї смерті 7 липня 1974 року.
На його честь отримав кличку пудель з фільму 1957 року «Зіпсує успіх Рока Гантера?» (англ. Will Success Spoil Rock Hunter?).